# 米凯利主教座堂

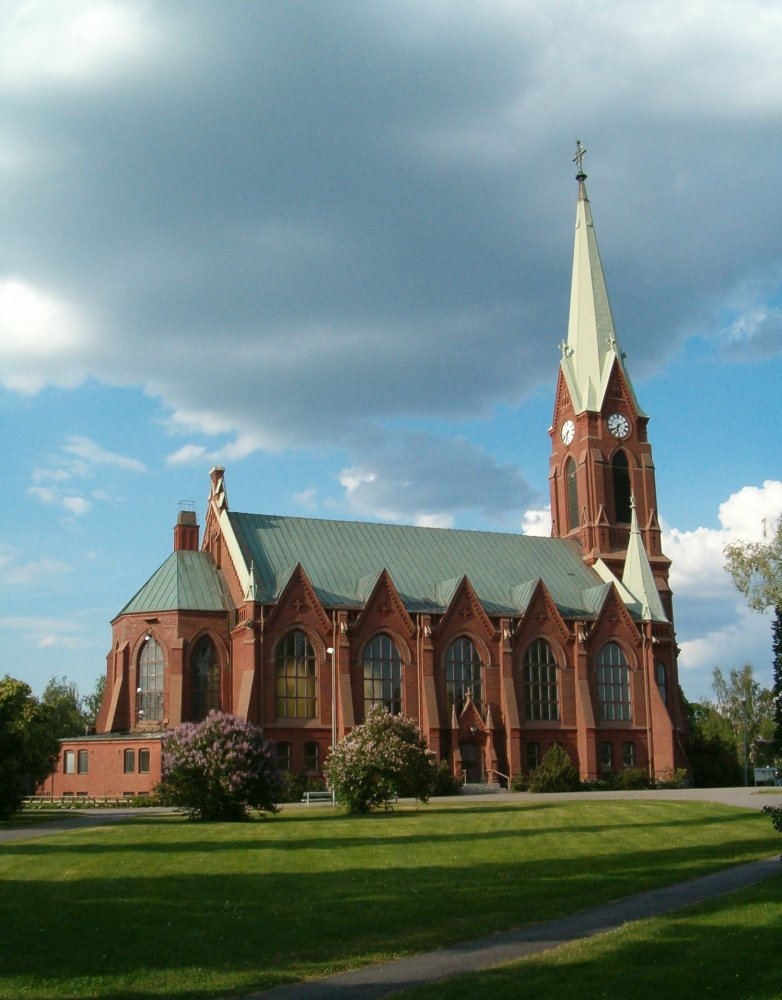
米凯利主教座堂

米凯利主教座堂（芬蘭語：Mikkelin tuomiokirkko）是芬兰米凯利市的首要教堂，也是芬兰福音信义会米凯利教区的主教座堂。教堂由建筑师约瑟夫·斯滕贝克设计，在1896至1897年间由红砖砌成。此教堂为芬兰哥特复兴式教堂建筑的代表作。

## 历史
米凯利在1838年取得城市的权利。设市后的五十年内市里没有自己的堂区或者教堂，市民们必须前往米凯利乡镇的教堂去做礼拜。在市民们长期不断的请求下终于在1891年成立了米凯利城市堂区。教堂的设计图由芬兰历史上多产的教堂建筑师约瑟夫·斯滕贝克来规划。教堂所处的位置上以前曾是狙击营训练的地方。
在冬季战争的轰炸下，米凯利老城区被摧毁不少，但教堂损害不大。战争结束后于1945年维堡教区的主教座迁至米凯利，此教堂就升为主教座堂。

## 图集

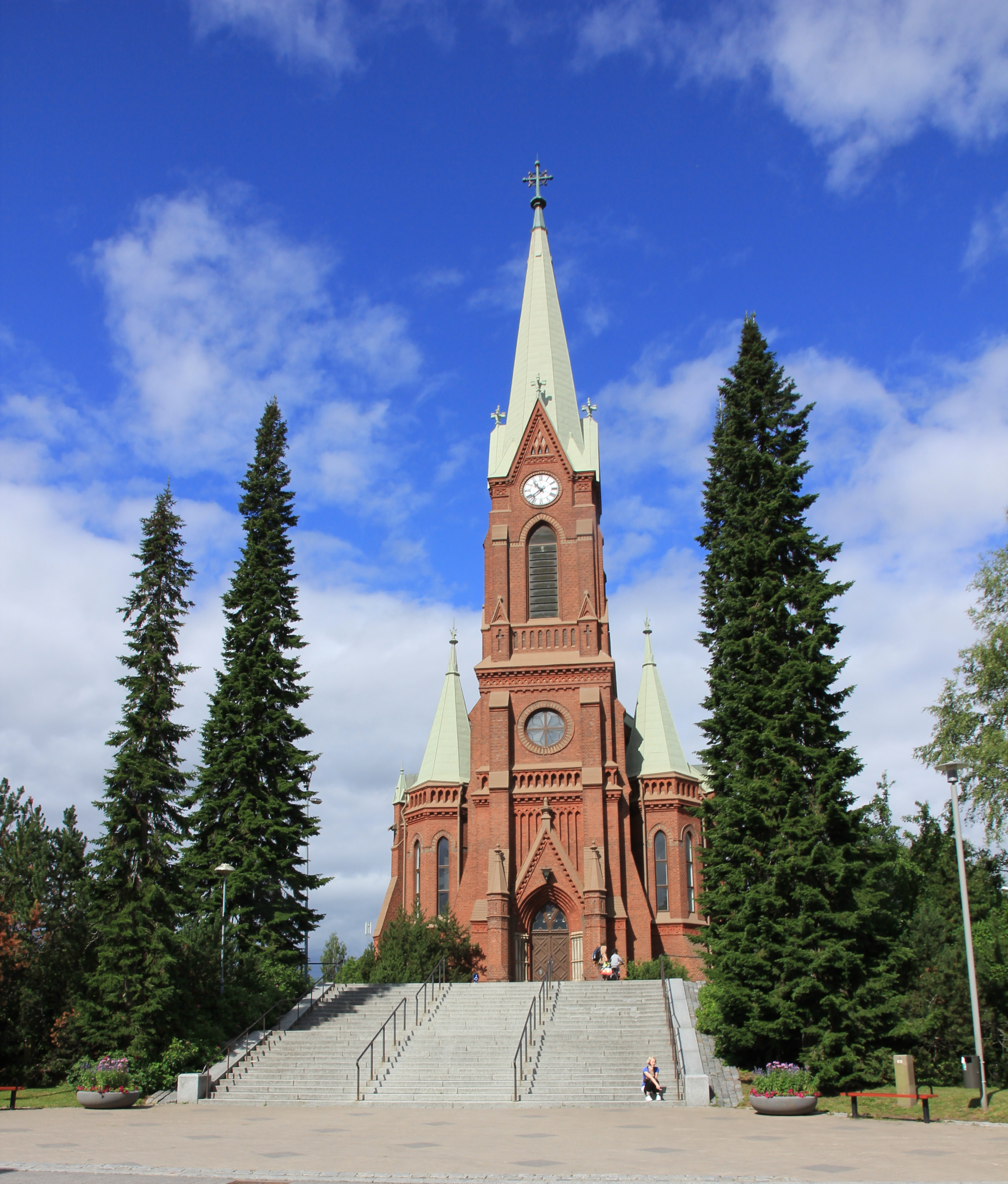
教堂正面
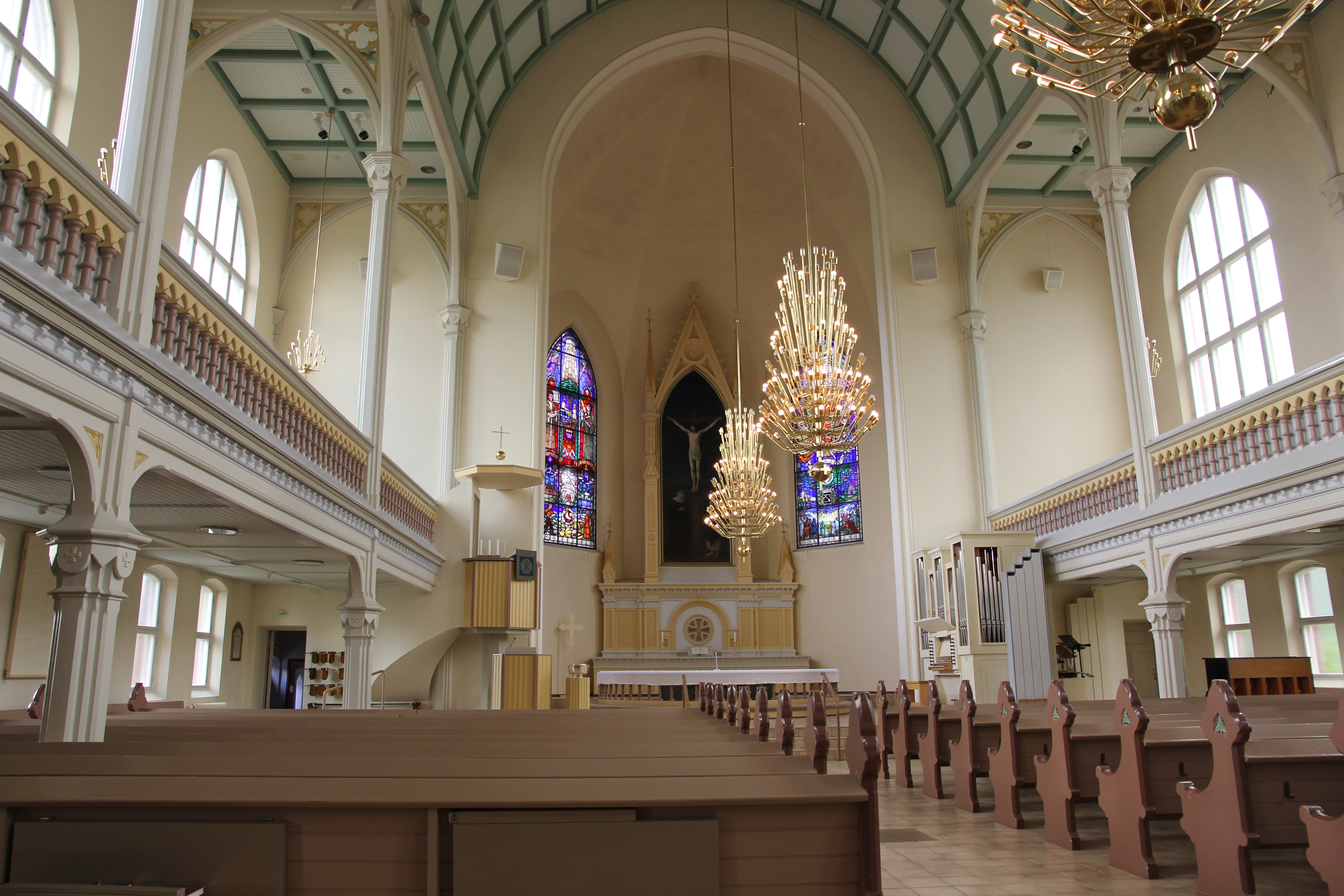
教堂内部，祭坛画《十字架上的耶稣》为佩卡·哈洛宁所作
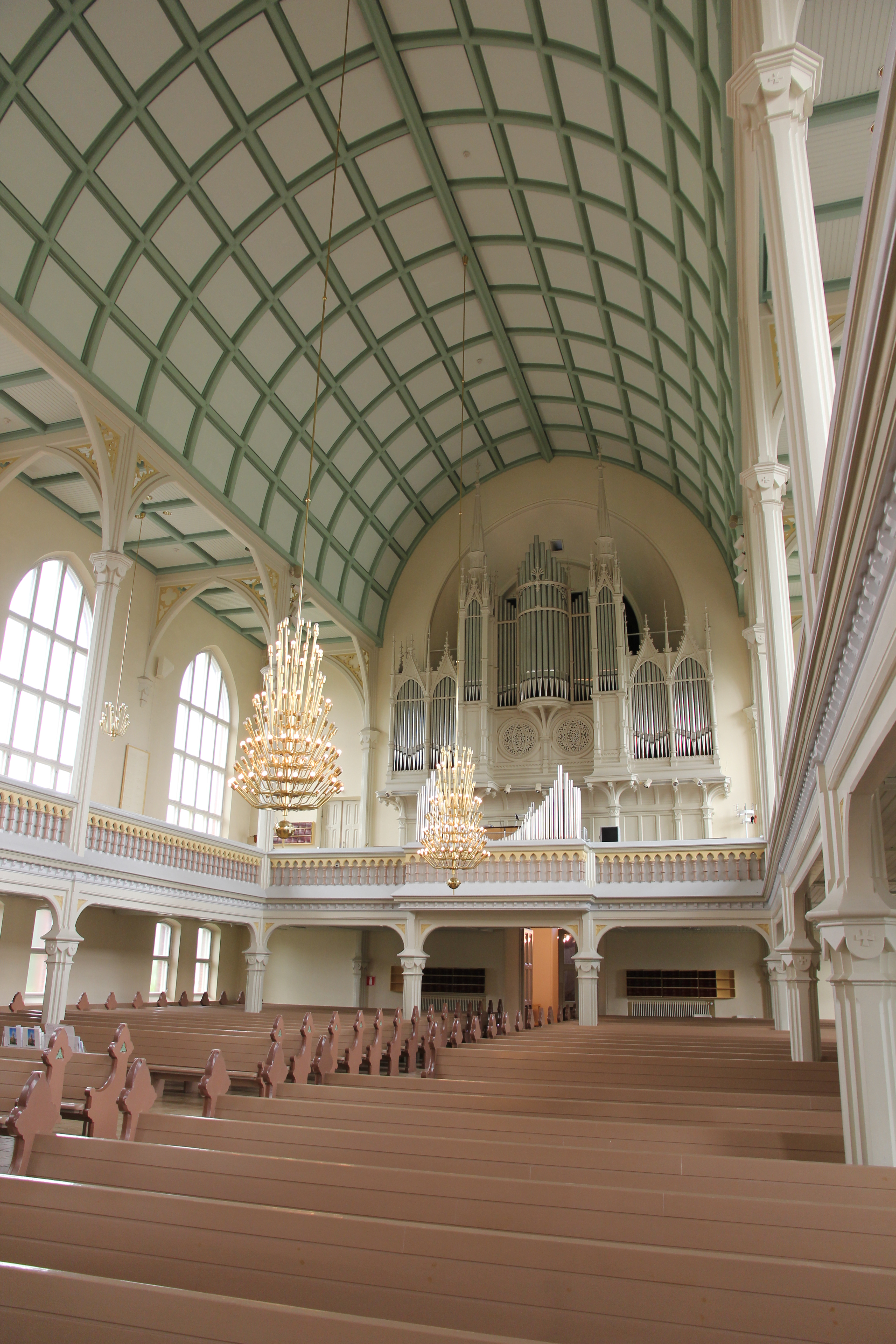
教堂内部的管风琴